# Cody Kessler
Cody David Kessler (Bakersfield, 11 aprile 1993) è un giocatore di football americano statunitense che milita nel ruolo di quarterback nella National Football League.

## Carriera professionistica

### Cleveland Browns
Dopo avere giocato al college a football a USC dal 2012 al 2015, Kessler fu scelto dai Cleveland Browns nel corso del terzo giro (93º assoluto) del Draft NFL 2016. Partì come terzo quarterback nelle gerarchie della squadra ma dopo gli infortuni di Robert Griffin III e Josh McCown fu nominato titolare per la gara della settimana 3 contro i Miami Dolphins, dove passò 244 yard nella sconfitta ai supplementari dei Browns. Dopo quattro partite come partente, tutte perse da Cleveland, McCown prese il suo posto nell'ottavo turno. Kessler però tornò titolare già dalla gara successiva, una sconfitta contro i Dallas Cowboys. La sua stagione da rookie si concluse con 1.380 yard passate, 6 touchdown e 2 intercetti in 9 presenze, 8 delle quali come titolare, non vincendone alcuna.
Nella stagione 2017, Kessler iniziò come terzo quarterback nelle gerarchie della squadra dopo il rookie DeShone Kizer e Kevin Hogan. Dopo cattive prestazioni e nessuna vittoria dei due però, nel settimo turno subentrò a Kizer guidando la squadra a rimontare fino a forzare i tempi supplementari, dove i Browns persero per un field goal contro i Tennessee Titans.

### Jacksonville Jaguars
Il 28 marzo 2018, Kessler fu scambiato con i Jacksonville Jaguars per una scelta del draft 2019. Nel settimo turno subentrò al titolare Blake Bortles dopo una cattiva prestazione dello stesso, non riuscendo a guidare i Jaguars alla rimonta sugli Houston Texans. Dopo una sconfitta con i Bills nella settimana in cui Bortles subì altri 2 intercetti, il capo-allenatore dei Jaguars Doug Marrone annunciò che Kessler lo avrebbe sostituito come titolare nel turno successivo.

### Philadelphia Eagles
Il 12 maggio 2019 Kessler firmò con i Philadelphia Eagles.